# Avortement en Algérie
L'Algérie est le pays le plus restrictif du Maghreb en matière d'avortement. La pratique de l'avortement sans raisons médicales est proscrite par les articles 304 à 313 du Code Pénal algérien qui prévoit un large éventail de sanctions pénales. La loi n° 82-04 du 13 février 1982 prévoit également qu'il est interdit de faire des réunions publiques ou privées qui discutent de la pratique de l'avortement, et peut entraîner une condamnation allant jusqu'à 2 ans de prison et 10 000 dinars d'amende. Toute communication en faveur de l'avortement pour des raisons non médicales est proscrite et toute personne impliquée dans la promotion de l'avortement dans le pays s'expose à des sanctions pénales,.
L'article 72 de la loi 85-05 relative à la protection et la promotion de la santé prévoit que l'avortement n'est autorisé que lorsqu'il met en danger la santé de la mère ou lorsqu'il est absolument certain que l'embryon est atteint d'une maladie ou d'une malformation grave. Chaque année, selon le Planning Familial Algérien, environ 8 000 avortements ont lieu légalement en Algérie et les autorités dénombrent en moyenne entre 200 et 300 avortements clandestins. Les textes de loi prévoient une peine de prison pour les personnes ayant pratiqué ou ayant aidé à pratiquer un avortement qui ne répond pas aux conditions fixées par la loi.

## Avortement et viols
En 1998, les lois algériennes sur l'avortement ont fait l'objet d'un émoi en raison de nombreux viols de femmes par des groupes terroristes durant la guerre civile algérienne. Les femmes voulaient avoir le droit de se faire avorter si elles étaient enceintes après un viol.
Le motif du viol n'a pas été inclus dans les trois conditions de la nouvelle loi sur l'avortement.